# 김소연 (노동운동가)
김소연(金昭延, 1970년 1월 23일 ~ )은 대한민국의 노동운동가이다. 호(號)는 중암(衆巖)이다.

## 학력
- 정화여자상업고등학교 졸업

## 약력
- 1987년: 서울특별시 정화여자상업고등학교 재학 시절 사학비리 척결 사립학교 민주화 투쟁을 주도함.
- 1997년: 갑을전자 노조위원장을 역임함.
- 2001년: 서울민주노동자회 사건 당시에 국가보안법 위반 혐의로 징역 10월, 집행유예 2년을 선고받음.
- 2005년 7월 5일: 민주노총 금속노조 서울지부 남부지역지회 기륭전자분회를 결성한 뒤부터 회장을 역임함.
- 2005년 8월 24일 ~ 10월 17일: 기륭전자 측의 불법 파견과 계약 해지 철회를 주장하며 55일 동안 기륭전자 공장 생산라인 일부를 점거한 회사 조합원 16인의 일원으로 철야농성을 벌임.
- 2005년 10월 17일: 업무방해 혐의로 구속됨.
- 2006년 8월 24일 ~ 9월 22일: 기륭전자 불법 파견 노동자의 정규직화를 요구하며 30일 동안 단식농성을 벌임.
- 2008년 6월 11일 ~ 9월 12일: 기륭전자 불법 파견 노동자의 정규직화를 요구하며 94일 동안 단식농성을 벌임.
- 2010년 8월: 기륭전자 불법 파견 노동자의 정규직화를 요구하며 굴삭기에서 고공농성을 벌임.
- 2010년 11월 1일: 농성 시작 1,895일 만에 기륭전자 측과 정규직화 합의를 이끌어냄.
- 2011년 6월 ~ 11월: 한진중공업 파업 사태 당시에 희망버스 기획단으로 활동함.
- 2012년: 비정규직 없는 세상 만들기 네트워크 집행위원을 역임함.
- 2012년 11월 11일: 정리해고 비정규직 없는 세상 노동자 대통령 선거투쟁본부에 의해 노동자 대통령 후보로 선출됨. 대한민국 제18대 대통령 선거에서 박종선, 강지원, 김순자 후보와 함께 무소속으로 출마함.
- 2012년 12월 15일: 서울특별시 광화문 광장에서 선거 유세를 마친 뒤 지지자 300여 명과 함께 청와대 방향으로 행진하던 도중에 경찰과 충돌함.
- 2012년 12월 19일: 대한민국 제18대 대통령 선거에서 5위를 기록하여 낙선함.

## 역대 선거 결과
| 실시년도 | 선거  | 대수 | 직책   | 선거구   | 정당   | 득표수   | 득표율         | 순위 | 당락 | 비고 |
| -------- | ----- | ---- | ------ | -------- | ------ | -------- | -------------- | ---- | ---- | ---- |
| 2012년   | 대선  | 18대 | 대통령 | 대한민국 | 무소속 | 16,687표 | \| \| 0.05% \| | 5위  | 낙선 |      |
|          | 0.05% |      |        |          |        |          |                |      |      |      |

## 같이 보기
- 기륭전자
- 금속노조